# Риза Сапунџију
Риза Сапунџију (алб. Riza Sapunxhiu; Пећ, 15. март 1925 — Пећ, 6. септембар 2008), економиста и друштвено-политички радник СФР Југославије, СР Србије и САП Косова.

## Биографија
Риза Сапунџију рођен је 15. децембра 1925. године у Пећи. Дипломирао је на Економском факултету у Београду. Члан Комунистичке партије Југославије постао је 1945. године.
Био је потпредседник Скупштине општине Пећ, покрајински секретар за опште привредне послове у Приштини, потпредседник Покрајинског извршног већа и члан Председништва Социјалистичког савеза радног народа Србије, члан Председништва Покрајинске конференције ССРН Косова, члан Комисије за унутрашњу политику и привреду Председништва СКЈ и директор рударско-енергетско-хемијског комбуината „Косово“ у Обилићу.
Године 1981. водио је делегацију САП Косова у историјску посету Албанији. Ова је посета утрла пут ближим односима између Албаније и Албанаца на Косову. Године 1982, као успешан економиста, Сапунџију је постао службеник у Светској банци.
Од маја 1980. до маја 1982. године био је председник Извршног већа САП Косова. Маја 1989. изабран је за члана Председништва СФРЈ. У пролеће 1991, на предлог Слободана Милошевића, Скупштина Србије га је разрешила дужности и на његово место именовала Сејду Бајрамовића.
Умро је 6. септембра 2008. године у Пећи.

## Занимљивости
Када је крајем 80-их почела криза у Југославији, Сапунџију је у српској јавности често погрдно био називан Сапунџија.